# Смядово
Смя́дово (болг. Смядово) — місто в Шуменській області Болгарії. Адміністративний центр общини Смядово.

## Населення
За даними перепису населення 2011 року у місті проживали 3846 осіб.
Національний склад населення міста:
| Національність   | Кількість осіб | Відсоток |
| ---------------- | -------------- | -------- |
| болгари          | 2724           | 81,4%    |
| турки            | 347            | 10,4%    |
| цигани           | 210            | 6,3%     |
| інша             | 41             | 1,2%     |
| не визначились   | 25             | 0,7%     |
| Всього відповіли | 3347           |          |

Розподіл населення за віком у 2011 році:
Динаміка населення: